# Фонтаны (платформа)
Фонта́ны — остановочный пункт в Петергофе между станциями Новый Петергоф и Старый Петергоф, существовавший в 1930-х годах и разрушенный в ходе Великой Отечественной войны.

## История
При эксплуатации на линии Балтийский вокзал — Ораниенбаум I паровозов использование коротких перегонов было нецелесообразно из-за медленных разгона и торможения. К концу 1933 года участок был электрифицирован, что позволило открыть дополнительную платформу «Фонтаны» для удобства посетителей дворцово-паркового ансамбля Петергофа. 22 сентября 1941 года во время Великой Отечественной войны платформа перешла под контроль нацистов и была разрушена. Впоследствии остановочный пункт так и не был восстановлен.